# Сумиобленерго
АТ «Сумиобленерго» — акціонерне товариство, яке займається розподілом електроенергії у Сумській області.

## Історія
1995 року відповідно до Указу Президента України № 282 від 04.04.1995 р. було створено державну акціонерну компанію «Сумиобленерго». 1998 року рішенням загальних зборів акціонерів на базі підприємства створено ВАТ «Сумиобленерго», яке стало правонаступником компанії. 2011 року підприємство змінило назву на Публічне Акціонерне Товариство «Сумиобленерго».  16 квітня 2020 року відбулися річні загальні збори акціонерів ПАТ «Сумиобленерго», на яких змінено тип товариства на акціонерне (з публічного).

## Структура
До складу АТ «Сумиобленерго» входять : 
Філія "Конотопський район електричних мереж" 
Філія "Охтирський район електричних мереж"
Філія "Роменський район електричних мереж"
Філія "Сумський міський район електричних мереж"
Філія "Сумський район електричних мереж"
Філія "Шосткинський район електричних мереж"

## Діяльність
Акціонерне Товариство "Сумиобленерго" – енергетична компанія України, яка здійснює ліцензовану діяльність як оператор системи розподілу електричної енергії на території Сумської області.
До складу АТ "Сумиобленерго" входять 6 філій, які знаходяться в адміністративних районах області, а також дільниці, виробничі служби та відділи в місті Суми.
Для якісного обслуговування споживачів області створено Кол-центр і мережу Сервісних центрів європейського рівня.
Крім основної діяльності, Товариство надає послуги:
- приєднання до електричних мереж новозбудованих, реконструйованих, технічно переоснащених електроустановок замовників, які належать юридичним особам усіх форм власності, фізичним особам-підприємцям та населенню;
- відновлення розподілу електричної енергії;
- перевірки та експертизи приладів обліку, схем їх підключення та правильності роботи;
- оперативного й технічного обслуговування електроустановок споживачів;
- ремонту електрообладнання споживачів;
- послуги електротехнічної лабораторії.
Інвестиційні програми Товариства спрямовані на реконструкцію, модернізацію електричних мереж, систем релейного захисту, автоматики і телемеханіки, на введення нових потужностей, впровадження новітніх інформаційних технологій.